# Sheldon Riley
Sheldon Riley Hernandez (Sydney, 14 maart 1999), beter bekend onder zijn artiestennaam Sheldon Riley, is een Australische zanger en songwriter.

## Biografie
Hernandez werd geboren uit een Australische moeder en een Filipijnse vader. In 2016 nam hij deel aan de Australische versie van X Factor, waarin hij uitgeschakeld werd in de eerste liveshow. Twee jaar later waagde hij zijn kans in de Australische versie van The Voice, waarin hij derde werd. Nog eens twee jaar later nam hij deel aan America's Got Talent, waarin hij de kwartfinales haalde.
Begin 2022 nam hij deel aan de Australische preselectie voor het Eurovisiesongfestival. Met het nummer Not the same won hij, waardoor hij deelnam aan het Eurovisiesongfestival 2022 in het Italiaanse Turijn. In the tweede semifinale wist hij de tweede plaats te bemachtigen. In de grote finale moest hij het doen met een 15e plek.
In augustus 2022 werd bekend gemaakt dat Sheldon meedeed aan de Australische versie van The Masked Singer, onder het masker van ‘Snapdragon’. Hij werd tweede.

## Discografie
In 2016 nam Sheldon Riley zijn eerste single op, Fire. Deze werd opgevolgd door ‘More Than I’ in 2020. Nadien volgden nog ‘Left Broken’ en ‘AGAIN’ in 2021.
Het nummer ‘Not the Same’ uit 2022 won Australia Decides, en was zijn eerste single in the hitlijsten. 
| Chart (2022)                              | Peak position |
| ----------------------------------------- | ------------- |
| Australia Digital Tracks (ARIA)           | 23            |
| Australia Independent Label Singles (AIR) | 3             |
| Lithuania (AGATA)                         | 47            |
| Sweden Heatseeker (Sverigetopplistan)     | 19            |

2015: Guy Sebastian · 
2016: Dami Im · 
2017: Isaiah · 
2018: Jessica Mauboy · 
2019: Kate Miller-Heidke · 
2021: Montaigne · 
2022: Sheldon Riley · 
2023: Voyager · 
2024: Electric Fields · 
2025: Go-Jo